# التاريخ الاقتصادي لإسكتلندا

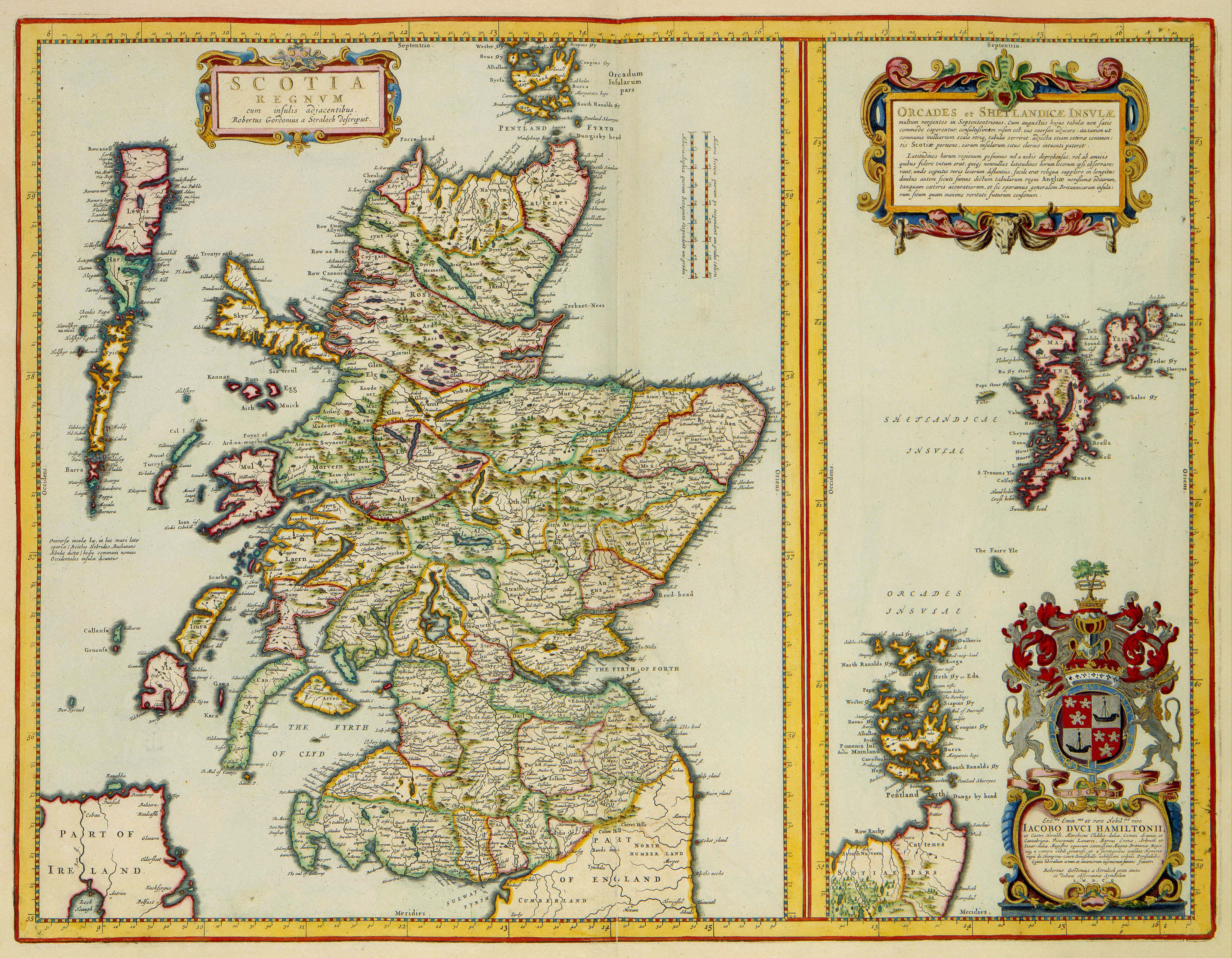

يُقدم التاريخ الاقتصادي لاسكتلندا مخططًا لتطور التاريخ الاقتصادي من أقدم العصور، وذلك من خلال سبعة قرون بكونها دولة مستقلة، وبعد الاتحاد مع إنجلترا، وثلاثة قرون بكونها دولة من الدول المؤلفة للمملكة المتحدة. قبل عام 1700، كانت اسكتلندا منطقة ريفية فقيرة بموارد طبيعية ومميزات قليلة، وبموقع بعيد على حواف العالم الأوروبي. كانت الهجرة الخارجية إلى إنجلترا وأمريكا الجنوبية ضخمة من عام 1700 وحتى القرن العشرين. بعد عام 1800 انطلق الاقتصاد وأصبح صناعيًا بسرعة في مجال المنسوجات والفحم والحديد والسكك الحديدية، واشتهر بشكل كبير في مجال بناء السفن والخدمات المصرفية. كانت مدينة غلاسكو مركز الاقتصاد الاسكتلندي. عقب انتهاء الحرب العالمية الأولى، دخلت اسكتلندا في حالة انهيار اقتصادي ثابت، وتخلت عن الكثير من الأعمال الهندسية عالية الأجر، وأصبحت معدلات البطالة فيها مرتفعة للغاية وخصوصًا في ثلاثينيات القرن العشرين. عكس الطلب في فترة الحرب العالمية الثانية الانهيار بشكل مؤقت، لكن الظروف كانت صعبة في خمسينيات وستينيات القرن العشرين. جاء اكتشاف نفط بحر الشمال في سبعينيات القرن العشرين ليكون ثروة جديدة، ودورة جديدة من الازدهار والكساد، حتى مع تفكك القاعدة الصناعية القديمة.

## العصور القديمة
تبلغ اسكتلندا تقريبًا نصف حجم إنجلترا وويلز لكنها تحوي فقط خمس أو سدس كمية الأراضي الصالحة للزراعة أو الرعي الجيد وهو الأمر الذي جعل صيد الأسماك والزراعة الرعوية الهامشية مع خط الساحل الطويل (تقريبًا نفس مقدار خط الساحل في كل بقية بريطانيا العظمى وهو 4.000 ميل) العوامل الرئيسة في اقتصاد ما قبل الحداثة. يقع خمس أراضي اسكتلندا فقط على سوية 60 متر تحت مستوى سطح البحر. يؤدي موقعها الشرقي على المحيط الأطلنطي إلى هطولات مطرية غزيرة: تصل في يومنا هذا على 700 سم في العام ضمن القسم الشرقي وإلى أكثر من ألف سم في الغرب. شجع ذلك على انتشار طبقة الخث المستنقع الذي تتحد حموضته مع الدرجات العالية من الرياح والرذاذ المالح لتجعل معظم الجزيرة خالية من الأشجار. أدى وجود الهضاب والجبال والرمال المتحركة والمستنقعات إلى جعل التواصل والغزو أمرًا بالغ الصعوية.
تعد مخيمات تجمعات الصيادين في العصر الحجري أولى المستوطنات المعروفة في البلاد. ورصد علماء الآثار مخيمًا بالقرب من بيكيار يعود تاريخه إلى نحو 8500 قبل الميلاد. جاءت الزراعة في العصر الحجري الحديث بمستوطنات دائمة وبالمنزل الحجري المحفوظ بشكل جيد ورائع في ناب أوف هوار على جزيرة بابا ويستري الذي يعود تاريخه إلى 3500 قبل الميلاد، وهو قبل  500 عام من القرية التي تحوي منازل مشابهة في سكارا براي في غرب جزيرة مينلاند، ضمن أرخبيل أوركني. ومنذ بداية العصر البرونزي من نحو 2000 عام قبل الميلاد، تظهر السجلات الأثرية تراجعًا في عدد المنازل الحجرية الجديدة الكبيرة التي شُيّدت. تُظهر تحليلات حبوب الطلع أن الغابات قد ازدادت على حساب المساحات المزروعة. قدمت أوروبا صناعة الأدوات المعدنية لاسكتلندا بشكل بطيء استمر على فترة طويلة في العصر الحديدي والبرونزي. تزايد عدد سكان اسكتلندا إلى 300.000 في الألفية الثانية قبل الميلاد.
وبعد عدة نجاحات عسكرية، دخلت قوات نيياس جولياس أغريقولا في 79 ولاحقًا أرسل فيلقًا من السفن حول الساحل وصولًا إلى جزر أوركني. حدد الجغرافي بتوليميز 19 «بلدة» من الاستخبارات التي جُمعت خلال حملات نيياس يولياس. لم يُعثر على أي دليل أثري عن أية أماكن مدنية من هذا الوقت، وربما أشارت الأسماء إلى حصون الهضبة أو أماكن الاجتماعات، وكان معظم تلك الأسماء غامضًا. يشير علم تحديد عمر الأشجار وعلم الآثار أن غزو جنوب اسكتلندا قد بدأ قبل وصول نيياس جولياس. وأيًا كان التاريخ الدقيق، ولمدة 300 عام تالية، تمتعت روما بوجودها على طول الحدود الجنوبية.

## العصور الوسطى

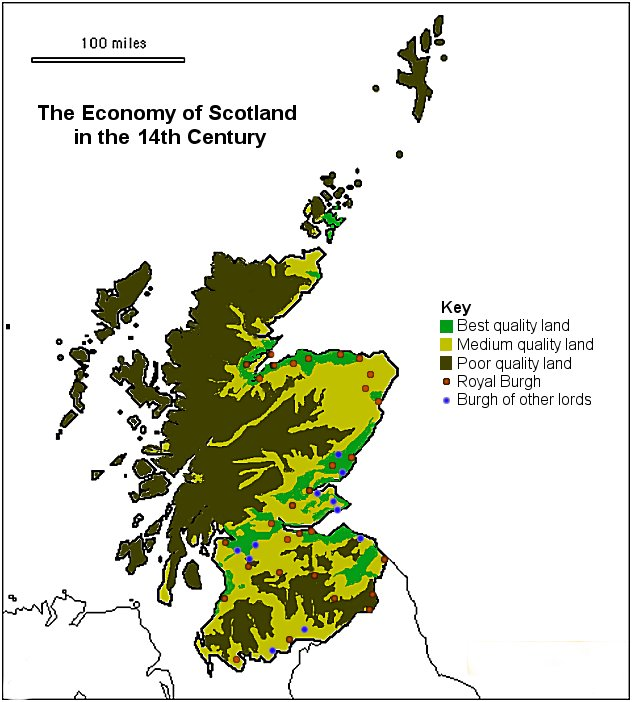
خريطة اسكتلندا في القرن الرابع عشر توضح البورغات (المراكز الحضرية) وجودة الأراضي في العصور الوسطى

### مطلع العصور الوسطى
كان في الفترة الأولى من العصور الوسطى تدهورًا مناخيًا تخلله هبوط بدرجات الحرارة وازدياد في معدلات الهطول المطري وزاد هذا الأمر من عدم قدرة الأرض على الإنتاج. افتقرت اسكتلندا للمراكز الحضرية التي نشأت في ظل الرومان في بقية بريطانيا، وكان اقتصادها في أوائل القرون الوسطى زراعيًا بشكل كبير. ومع غياب خطوط النقل المهمة والأسواق الكبيرة، تعين على معظم المزارع إنتاج كفايتهم الذاتية من الأغذية المعتمدة على اللحوم ومشتقات الألبان والحبوب ويتم الأمر بتجمع الصيادين. تشير الأدلة الأثرية القليلة إلى ارتكاز الزراعة في شمال بريطانيا على منزل واحد أو مجموعة صغيرة من ثلاثة أو أربعة منازل في كل منها أسرة نووية، وعلى الأرجح كانت هناك علاقات مع المنازل والمستوطنات المجاورة، وهو ما يعكس تقسيم الأرض من خلال الميراث. ارتكزت الأعمال الزراعية على نظام يميز بين الأرض المحيطة بالمستوطنة حيث زُرعت المحاصيل كل عام وبين الأرض الخارجية التي تكون بعيدة، وهناك كانت تُزرع المحاصيل ثم تُترك في حالة إراحة في سنوات مختلفة، وفي نظام تمكن من الاستمرار حتى القرن الثامن عشر. تشير الأدلة من العظام إلى أن المواشي كانت الحيوان الأليف الأكثر أهمية، ويأتي من بعدها الخنازير والأغنام والماعز بينما كانت طيور الدجاج الداجنة نادرةً للغاية. تشمل البضائع المستوردة التي وُجدت في المواقع من تلك الفترة: السيراميك والزجاج، بينما تشير العديد من المواقع إلى العمل بالحديد والمعادن الثمينة.

### العصور الوسطى العليا
على الرغم من سيطرة الزراعة والتجارة المحلية قصيرة المسافة على الاقتصاد الإسكتلندي في فترة العصور الوسطى العليا، لكن تلك الفترة شهدت كمية متزايدة من التجارة الخارجية، بالإضافة إلى التبادل المكتسب من خلال النهب العسكري. وبحلول نهاية هذه الفترة، حلّت العملات مكان سلع المقايضة، لكن عمليات التبادل في غالبية تلك الفترة قد تمت من دون استخدام العملات المعدنية.
أتت غالبية الثروة الاسكتلندية الزراعية في هذه الفترة من الرعي أكثر من زراعة الأراضي الصالحة. نمت الزراعة بشكل واضح في «فترة نورمان» لكن بفوارق جغرافية، فكانت الأراضي المنخفضة أكثر عرضة للزراعة مقارنة بمناطق الأراضي المرتفعة مثل هايلاندز وغالواي وسذرن أبلاندز.
كانت غالواي وفقًا لما قاله جي دبليو إس بارو «مشهورة مسبقًا بمواشيها وتغمرها المراعي، وبالكاد توجد أدلة في تلك المنطقة على أي أرض تعرضت للزراعة المستمرة، ومُصانة على امتداد ساحل سولواي». ربما كان متوسط الأرض التي يستخدمها الفلاح في اسكتلندا قرابة 26 فدانًا. ثمة دلائل كثيرة تفيد بتفضيل الاسكتلنديين الأصليين للرعي، وكان اللوردات الغاليون سعداء بإعطاء المزيد من الأراضي للمستوطنات الفرنسية والمتوسطة الناطقة بالإنجليزية، بينما كانوا متشبثين بعناد بالمناطق المرتفعة الموقع، ربما هذا ما ساهم في تقسيم الأراضي المرتفعة/غالواي-الأراضي المنخفضة الذي ظهر في اسكتلندا لاحقًا في العصور الوسطى. كانت الواحدة الرئيسة لقياس الأرض في اسكتلندا هي دافوش «أي فات»، وكانت تُدعى أراكور في لينوكس. تُعرف هذه الواحدة أيضا باسم «البلوغيت الإسكتلندي». وفي لوثيان الناطقة بالإنجليزية، كانت تُدعى بلوغيت ببساطة. ربما وصل قياسها إلى ما يعادل 104 فدان (0.42 كم مربع)، مقسمة إلى 4 راث. كانت المواشي والخنازير والأجبان من بين المواد الغذائية الأكثر إنتاجًا، لكن بالطبع تم إنتاج سلسلة كبيرة من المنتجات الغذائية بدءًا من الأغنام والأسماك وحبوب الجاودار والشعير وصولًا إلى عسل النحل وشمعه.